# Mistrovství světa v letech na lyžích 1972
Historicky první mistrovství světa v letech na lyžích se v roce 1972 konalo 23.-26. března ve slovinské (tehdy Jugoslávie) Planici na tamním mamutím můstku Letalnica (K-165).

## Výsledky
| *                | Sportovec           | Skok 1 | Skok 2 | Celkem |
| ---------------- | ------------------- | ------ | ------ | ------ |
| Zlatá medaile    | Walter Steiner      | 155 m  | 158 m  | 427,5  |
| Stříbrná medaile | Heinz Wosipiwo      | 146 m  | 142 m  | 395,0  |
| Bronzová medaile | Jiří Raška          | 144 m  | 130 m  | 379,0  |
| 4                | Juhani Ruotsalainen | 131 m  | 140 m  | 376,5  |
| 5                | Jaromír Liďák       | 134 m  | 133 m  | 372,0  |
| 6                | Manfred Wolf        | 124 m  | 137 m  | 361,5  |
| 7                | Jurij Kalinin       | 131 m  | 124 m  | 361,0  |
| 8                | Jan Stenbekk        | 123 m  | 132 m  | 359,0  |
| 9                | Dietmar Aschenbach  | 130 m  | 130 m  | 357,0  |
| 10               | Petar Stefančič     | 122 m  | 125 m  | 347,0  |